# Свеча

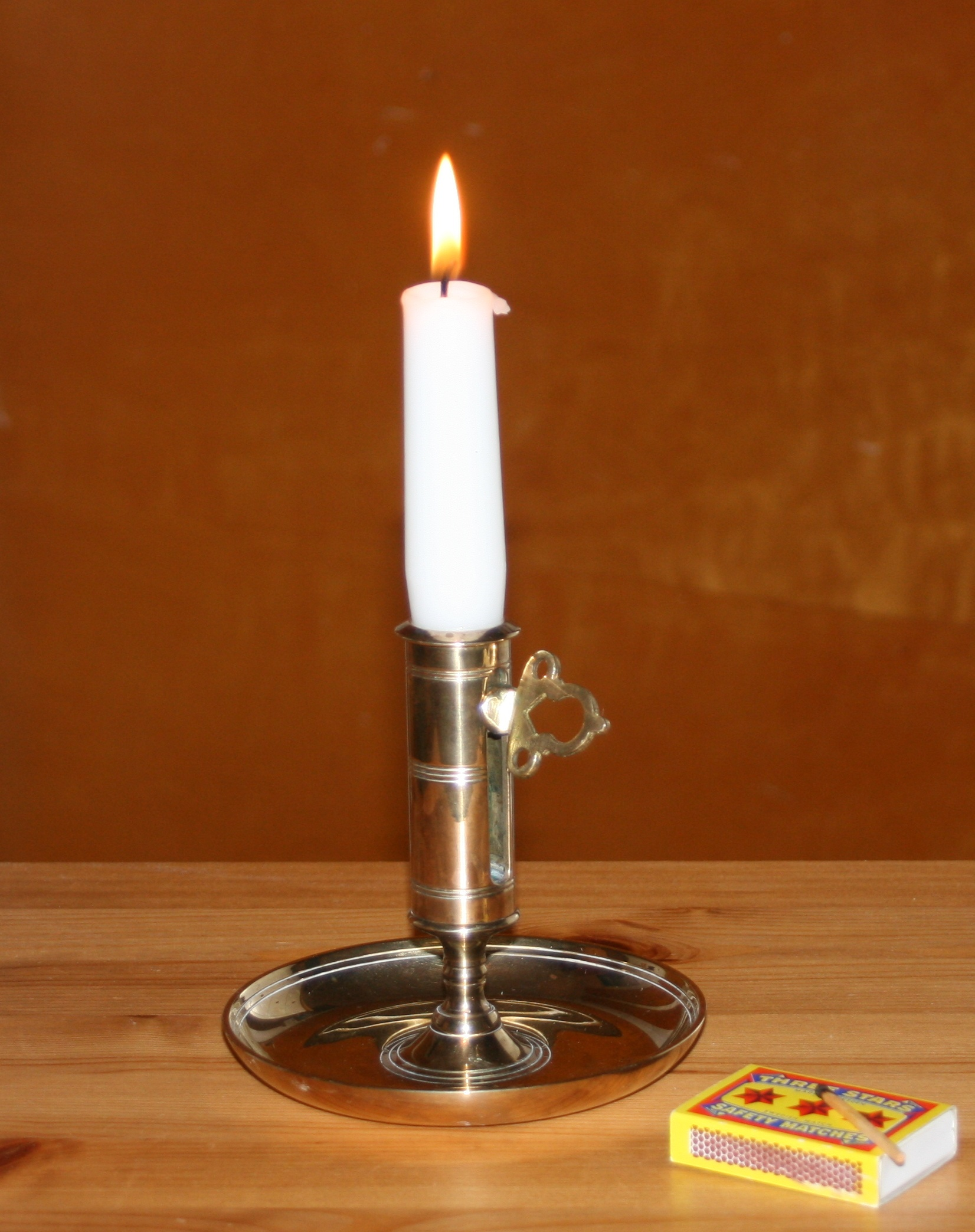
Традиционная свеча в подсвечнике

Свеча́ — изделие, приспособление для освещения (изначально) или для некоторых других целей, чаще всего в виде цилиндра из твёрдого горючего материала, который в растопленном виде подводится к пламени с помощью фитиля (фитиль проходит вдоль цилиндра по его центру). Горючим материалом может служить: сало, стеарин, воск, парафин, спермацет или другое вещество с подходящими свойствами (легкоплавкость, горючесть, твёрдость). В настоящее время чаще всего используется смесь парафина со стеарином и различными добавками (красители и тому подобное). Фитиль пропитывают растворами селитры, хлористого аммония, борной кислоты для того, чтобы он лучше сгорал по мере уменьшения свечи и не создавал слишком большого пламени. В прошлом для этих целей использовались свечные щипцы, которыми периодически снимали фитильный нагар. Для тушения свечей использовался гасильник. После появления электрического освещения свечи вышли из широкого употребления. За ними сохраняется ритуальное значение; кроме того, распространены декоративные свечи различной формы и окраски.

## История

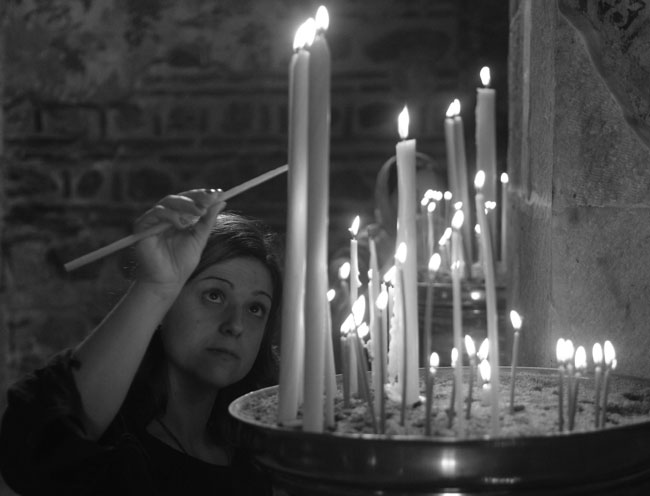
Зажжение свечи в монастыре Высокие Дечаны

Свечи применяются как источник освещения начиная с III тысячелетия до н. э. До появления и начала распространения электрических ламп накаливания с 1880-х годов, наряду с лампадами это был основной источник освещения. Свечи используются в этом качестве и на начало XXI века при отсутствии электричества, чаще всего при плановых и неплановых отключениях электроэнергии в жилых домах.

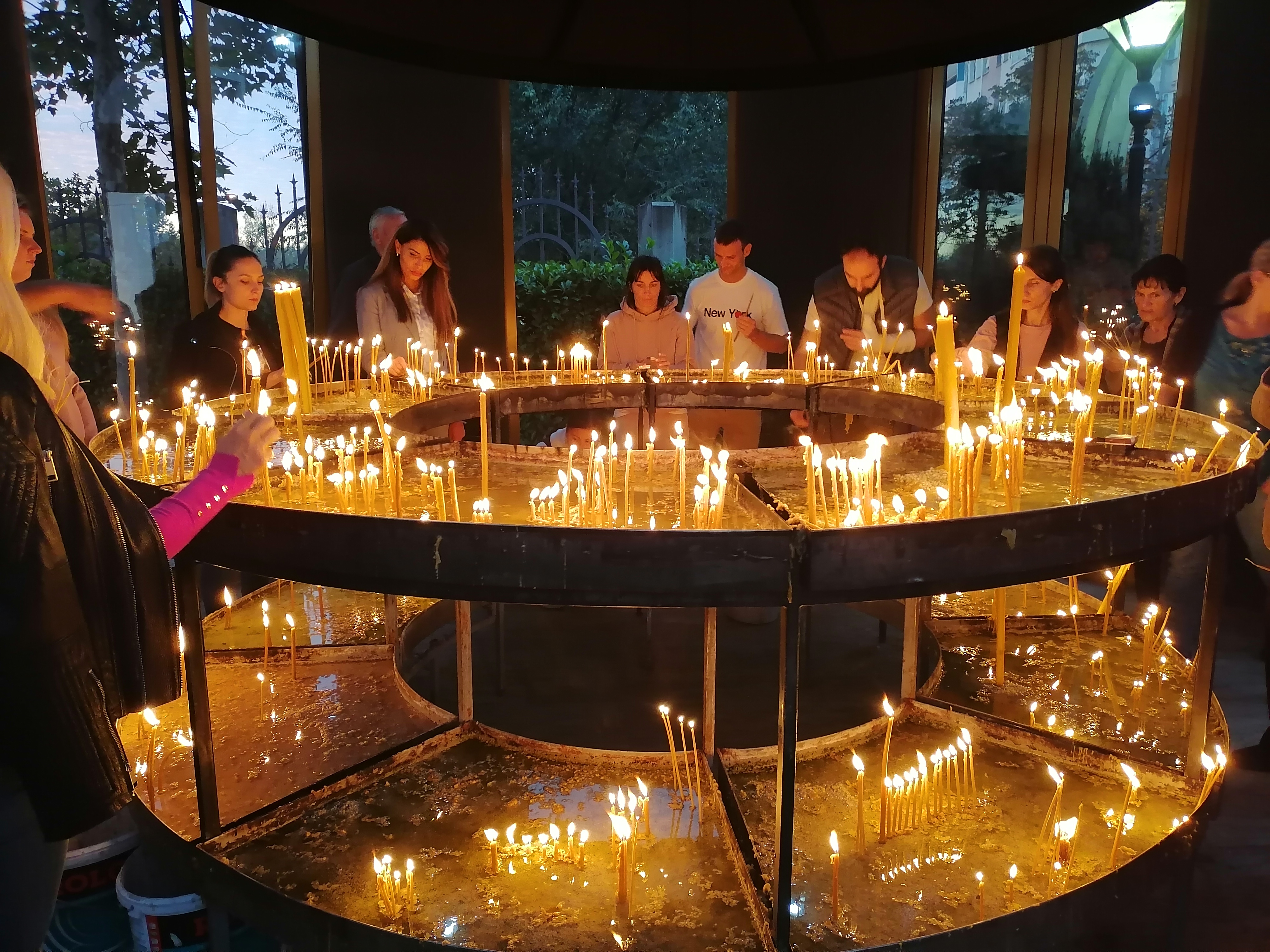
День Параскевы Сербской в Чукарице

Свечи использовались в качестве источника света и для освещения торжеств уже более 5000 лет, но об их происхождении мало что известно. Самое раннее использование свечей часто приписывают древнему Египту. Египтяне делали тростниковые светильники или факелы, вымачивая сердцевину тростника в расплавленном животном жире. Однако у фонарей не было фитиля, как у настоящей свечи.
В то время как египтяне использовали фитильные свечи в 3000 году до нашей эры, древним римлянам, как правило, приписывают фитильную свечу до этого времени, разработанную путем многократного погружения свернутого папируса в расплавленный жир или пчелиный воск. Полученные свечи использовались для освещения их домов, для помощи путешественникам ночью и в религиозных церемониях.
Историки нашли свидетельства того, что многие другие ранние цивилизации делали свечи, используя воск, сделанный из доступных растений и насекомых. Ранние китайские свечи, как говорят, были отлиты в бумажные трубки, используя свернутую рисовую бумагу для фитиля и воск из местного насекомого, которое было объединено с семенами. В Японии свечи изготавливали из воска, добываемого из древесных орехов, а в Индии свечной воск изготавливали путём кипячения плодов коричного дерева.
Известно также, что свечи играли важную роль в ранних религиозных церемониях. Ханука, еврейский праздник огней, который сосредотачивается на зажжении свечей, восходит к 165 году до н. э. Есть несколько библейских ссылок на свечи, и император Константин, как сообщается, призвал использовать свечи во время пасхальной службы в IV веке.
Прототипом свечи являются чаши, наполненные маслом или жиром, с щепочкой в качестве фитиля (позднее стали использовать фитильки из волокна или ткани). Такие светильники давали неприятный запах и очень сильно коптили. Первые свечи современной конструкции появились в Средневековье и изготавливались из жира (чаще всего) или из воска. Восковые свечи долгое время были очень дороги. Чтобы осветить большое помещение, требовались сотни свечей, они чадили, черня потолки и стены.
До XV века свечи изготавливались выдерживанием впитывающего материала (папируса, бумаги, пористой сердцевины некоторых растений) в расплаве жира до его напитывания. В XV веке была изобретена цилиндрическая форма для отливки свечей, одновременно медленно начала возрастать популярность пчелиного воска как горючего материала для свечей. В XVI—XVII веках американскими колонистами было изобретено получение воска из некоторых местных растений, и свечи, произведённые этим способом, временно набрали большую популярность, они не дымили, не таяли так сильно как сальные, однако их производство было трудоёмким, и популярность вскоре сошла на нет.
Развитие китобойной промышленности в конце XVIII века внесло первые существенные изменения в процесс производства свечей, потому что спермацет (воскоподобный жир, получаемый из верхней части головы кашалота) стал легко доступным. Спермацет горел лучше, чем жир и при этом не дымил, и в общем был ближе к пчелиному воску по свойствам и преимуществам.
Большинство изобретений, повлиявших на свечное дело, относится к XIX веку. В 1820 году французский химик Мишель Шеврёль открыл возможность выделения смеси жирных кислот из животных жиров — т. н. стеарина. Стеарин, иначе иногда называемый «стеариновым воском» из-за подобных воску свойств, оказался твёрдым, жёстким и горел без копоти и почти без запаха, а технология его производства не являлась затратной. И как следствие, вскоре стеариновые свечи почти полностью вытеснили все другие виды свечей, было налажено массовое производство. Примерно тогда же была освоена технология пропитки фитилей свечей борной кислотой, что избавляло от необходимости часто снимать остатки фитиля (если их не снимать, они могли затушить свечу).
Ближе к началу XX века химики смогли выделить нефтяной воск (парафин). Парафин чисто и ровно горел, практически не давая запаха (сильный запах имел лишь дым, образующийся при тушении свечи, но этот запах не был сильно неприятным), и его было дешевле производить, чем любое другое горючее вещество для свечей, известное к тому времени. Единственным его недостатком была низкая температура плавления (по сравнению со стеарином), из-за чего свечи имели свойство оплывать раньше, чем сгорают, но эта проблема была решена, после того, как в парафин начали добавлять более твёрдый и тугоплавкий стеарин. Даже при внедрении электрического освещения довольно долгое время в начале XX века парафиновые свечи только набирали популярность, этому способствовало бурное развитие нефтяной промышленности в то время. Со временем их значение в освещении сменялось на декоративное и эстетическое.
На сегодняшний день парафиновые свечи среди свечей являются почти единственным видом. Свечи делают из смеси высокоочищенного (снежно-белого или слегка прозрачного) парафина с небольшим количеством стеарина, либо из малоочищенного (жёлтого) парафина, как с добавкой стеарина, так и без неё. Первые более эстетичны и менее пахучи, вторые не так сильно оплывают. Изредка производятся свечи из неочищенного парафина (красно-жёлтого) без добавок, которые очень сильно оплывают, и поэтому не пользуются спросом.

## Виды

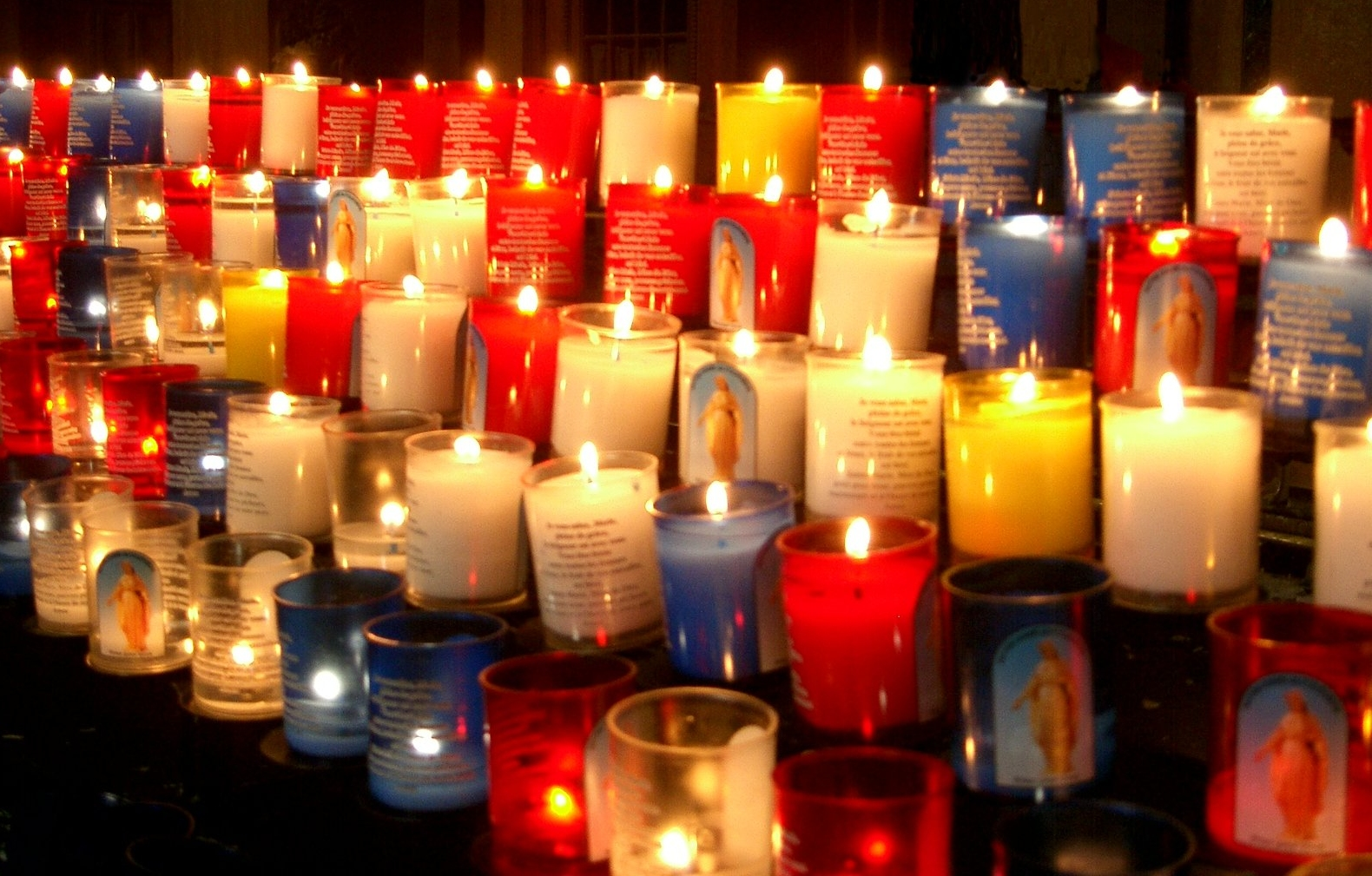
Свечи в католическом храме

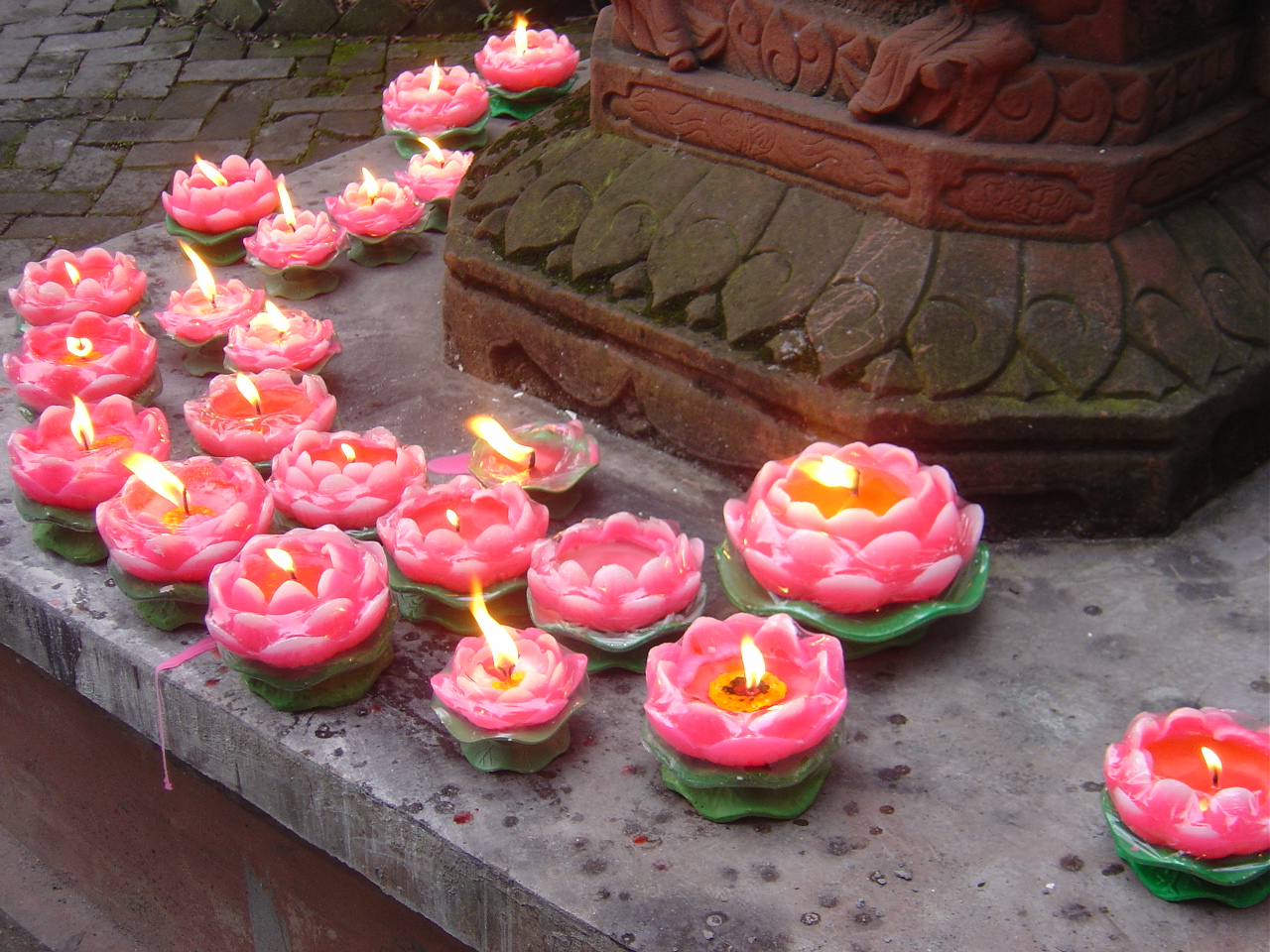
Свечи в буддийском монастыре

В зависимости от устройства и назначения свечи разделяются на различные виды:
- Хозяйственные свечи, сделанные из неподкрашенного парафина средней или высокой очистки, имеют простую цилиндрическую форму и белый полупрозрачный или непрозрачный цвет. Самый простой, дешёвый и распространённый вид свечей. Чаще всего их применяют в условиях временного отсутствия электроэнергии. Их устанавливают в подсвечник, делающий свечу более устойчивой.
- Столовые свечи подобно хозяйственным свечам имеют удлинённую цилиндрическую форму (ровный цилиндр или длинная конусообразная форма). В их производстве используются различные красители для придания им лучшего эстетического вида. Могут быть классическими, витыми, ароматическими. Такие свечи применяются для придания колорита различным мероприятиям.
- Пенько́вые свечи — свечи большого диаметра, не нуждающиеся в подсвечнике для устойчивости. В остальном совпадают по характеристикам со столовыми свечами, производятся с применением красителей, могут быть классическими без запаха, или ароматическими. Такие свечи более экономны, так как расплавленный парафин заполняет образующуюся нишу, а не стекает по свече вниз.
- Церковные свечи традиционно изготавливаются полностью из пчелиного воска, хотя в отдельных случаях возможно примешивание к материалу парафина, стеарина. Эти свечи — тонкие и длинные, и носят осключительно ритуальный характер.
- Чайные свечи иначе часто называют свечи‑таблетки из-за их формы. Выпускаются залитыми в алюминиевый корпус. Используются в декоративных светильниках, аромалампах, для подогрева заварочных чайников в соответствующих приспособлениях. Эти свечи отличаются наивысшей экономичностью, так как плавящийся парафин не может покинуть зону около фитиля и сгорает полностью.
- Декоративные свечи — свечи из разных материалов, в основном предназначенные для получения эстетического удовольствия. К ним относятся различные многоцветные, резные свечи, свечи статуэтки-сувениры и т. п.
- Гелевые свечи считаются наиболее эстетичными и декоративными. Гелевые свечи изготавливаются из глицерина, желированного желатином или другим подобным веществом. Гелевая масса — прозрачная и чаще всего бесцветная, при горении не дает запаха. Её расплавляют и заливают, в основном, в стеклянные ёмкости, на дне которых создается некая композиция из цветного песка, ракушек, бусин, статуэток и т. п.
- Уличные свечи предназначены для использования на открытом воздухе, на пикнике, на даче, на природе или во время представлений, шой. Они могут содержать в себе пиротехнические составы, благодаря которым горение свечи может разнообразиться усилением или ослаблением пламени, различной его окраской (в том числе сменой окрасок поочередно), появлением искр, звездочек над пламенем и т. п.
- Тростниковая свеча — тусклая сальная свеча с фитилём из сердцевины тростника.
- Примерно с 1970-х годов существуют так называемые электрические декоративные (неоновые) свечи. По сути свечами они не являются, а являются газоразрядными лампами. Принцип их работы таков: в колбе лампы находятся две металлические пластинки, а сама лампа заполнена неоном; меж пластинками в одном месте возникает кратковременный (2…4 с) разряд, после чего он гаснет и загорается в другом месте. Создаётся эффект мерцания свечи.
- Насыпные свечи — самый молодой вид свечей. Это гранулированный полуфабрикат. Гранулы могут быть разного диаметра от 1 до 5 мм. Размер гранул зависит от исходного материала и вида гранулятора. Насыпные свечи имеют ряд преимуществ: они не ограничены в размерах, в качестве подсвечника можно использовать любую ёмкость.
- Палительная свеча — бумажная гильза 15 дюймов длиной, набитая составом из селитры, серы, угля и канифоли, а в нижней части — илом, служит запалом для воспламенения мин и ракет, горит около 10—12 минут и не тухнет на дожде[2].

## Технология изготовления
Для изготовления самых первых свечей в древности применяли небольшие специальные ёмкости из глины, в которые закладывалось сало, жиры, и деревянная щепочка или кусок каната в качестве фитиля. Такие ёмкости изготавливались вручную. Первые серьёзные мастерские по массовому изготовлению свечей появились во Франции в XV веке. В них уже применялись литейные формы. Эффективный аппарат для поточного производства свечей был сконструирован только в 1834 году. Изобретателем аппарата считается Джозеф Морган. Аппарат состоял из цилиндров, в которые заливался воск. Для выемки готовых остывших свечей были приспособлены пистоны специальной конструкции.

### Материалы

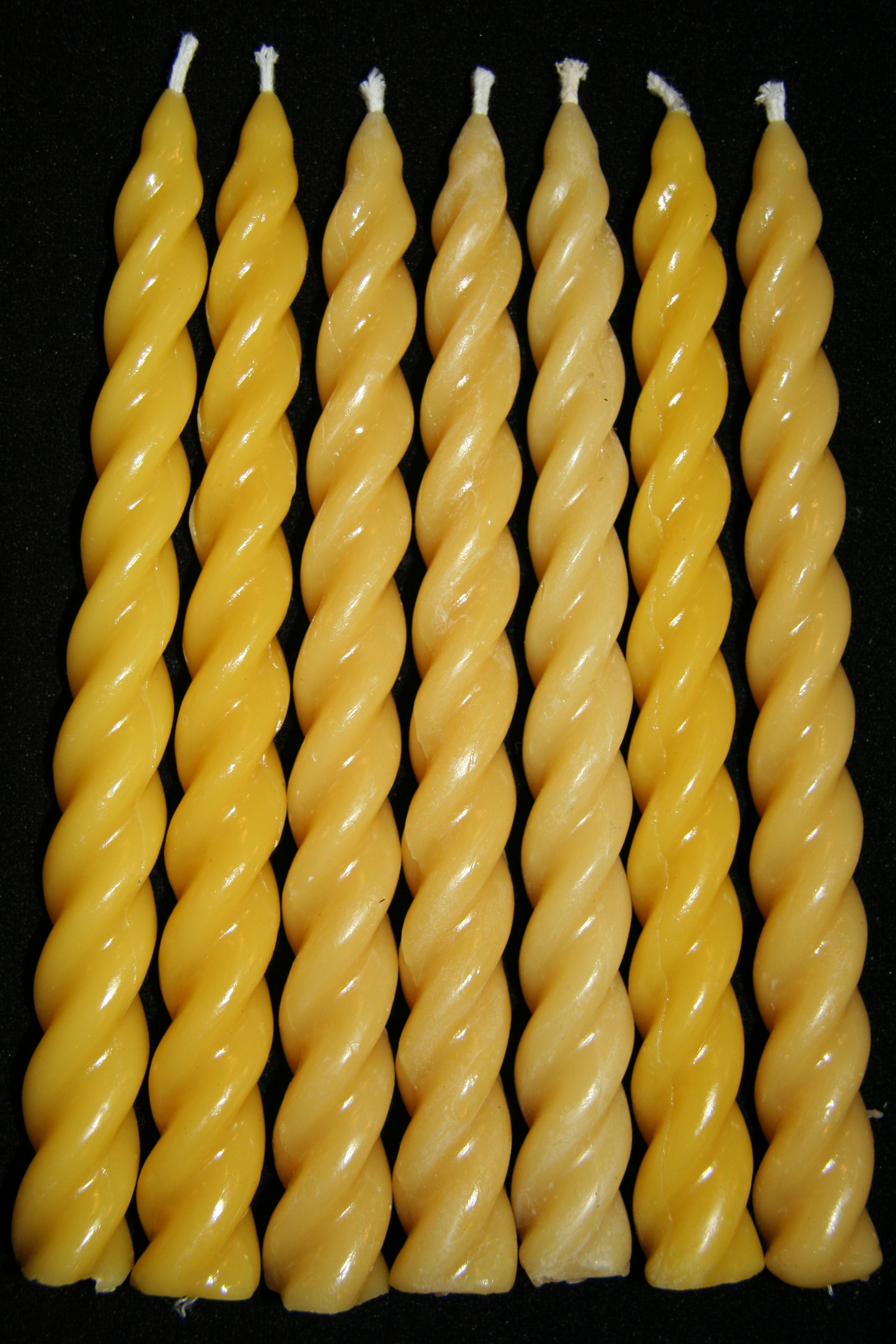
Набор восковых свечей

При изготовлении свечей используются:
- Парафин — продукт перегонки нефти — наиболее популярен как материал для свечей, и в том или ином виде входит в состав большинства свечей. В XIX веке существенно потеснил стеарин, как свечной материал[3].
- Пальмовый воск производится из плодов пальмового дерева. Он достаточно твёрд, а потому температура его плавления несколько выше, чем у пчелиного воска, и составляет примерно 60 градусов по Цельсию. После застывания воск образует красивые кристаллические узоры на своей поверхности, что делает свечи настоящим произведением искусства. Отлитые как «колонны», они хороши сами по себе и не требуют дополнительных украшений. Помимо производства свечей, этот натуральный материал также используется как ингредиент для приготовления пищи, а также в косметических целях.
- Пчелиный воск — натуральный продукт производства пчёл. Свечи из пчелиного воска горят дольше и ярче, чем парафиновые, и предпочитаются ценителями, поскольку являются натуральными. Ввиду большей стоимости восковых свечей, нередко свечи изготавливают не целиком из пчелиного воска, а добавляют его к другим материалам для продления времени горения свечи и имитации натурального аромата. Воск, использующийся для свечей, бывает разных видов.
- Стеарин добавляется в парафин, чтобы тот сильнее сжимался при остывании и отлитые из него свечи было легче извлечь из формы. Также стеарин препятствует оплыванию свечей. Некоторое время стеарин был основным материалом для изготовления свечей, пока не научились извлекать парафин из сырой нефти[4].
- Глицерин используется в смеси с желатином и танином. Свечи из глицерина получаются совершенно прозрачные, разными красителями им можно придать любой цвет. Внутри глицериновой свечи можно помещать разнообразные композиции из цветного парафина, что придаёт свече необыкновенные декоративные свойства.
- Жир, например, говяжий. В некоторых странах из-за борьбы с полнотой этому жиру пытаются найти другое применение, кроме пищевого. В жировые свечи обычно добавляют натриевую селитру (до 5%) и алюмокалиевые квасцы (до 9% по весу). Свечи горят долго в зависимости от их строения.
- Гель позволяет создавать свечи самых разнообразных форм[5].

## Применение

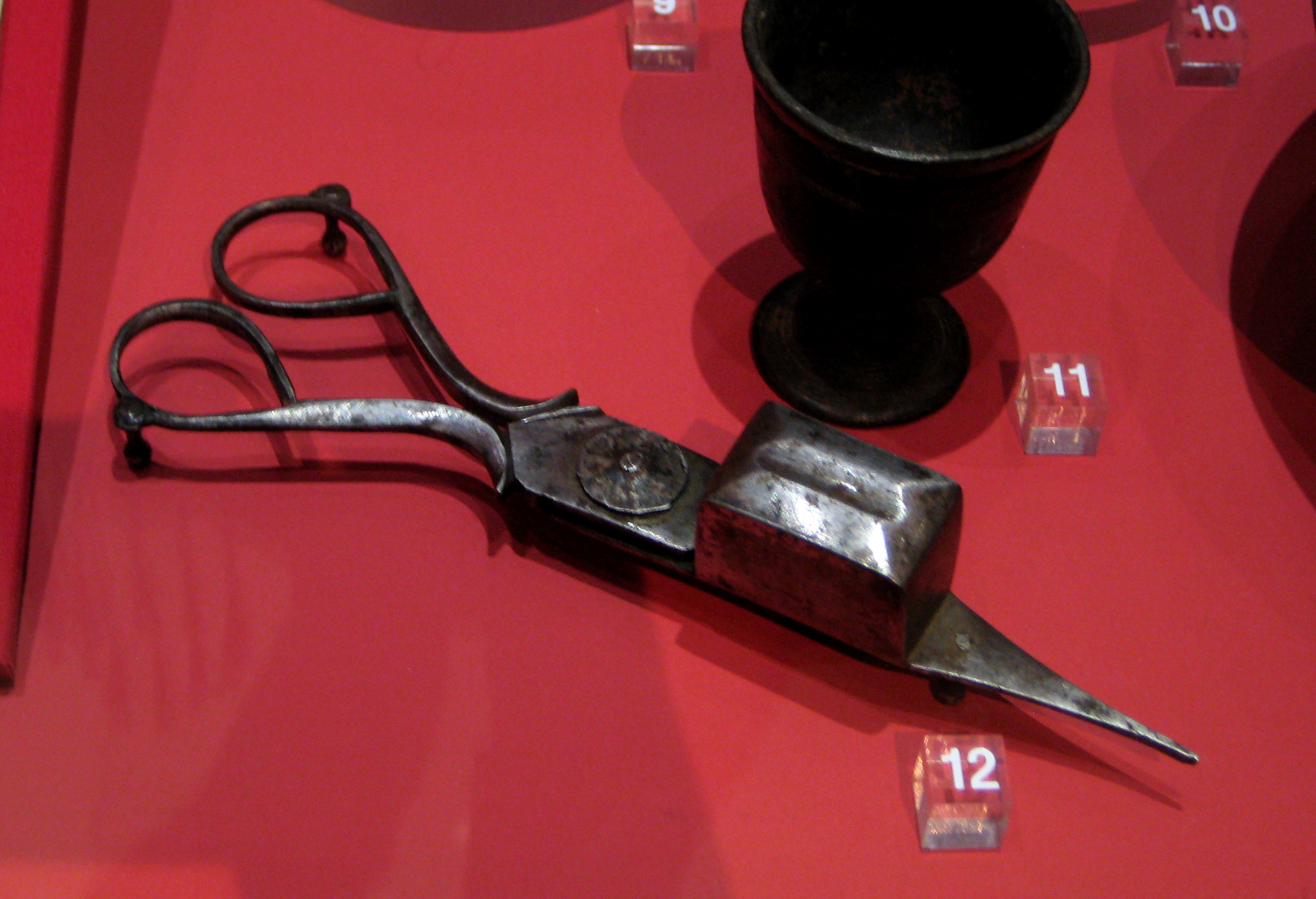
Съем свечной от нагара. Россия, Тула, 1-я четверть 19 века. Сталь, ковка

### Источник освещения
Свечи применяются как источник освещения начиная с III тысячелетия до н. э. До появления и начала распространения электрических ламп накаливания с 1880-х годов, наряду с лампадами это был основной источник освещения. Свечи используются в этом качестве и на начало XXI века при отсутствии электричества, чаще всего при плановых и неплановых отключениях электроэнергии в жилых домах.

### Декоративный элемент
Поскольку электрические источники освещения вытесняют все прочие, то на первый план выходят другие способы применения свечей. Свечи широко используются в декоративных целях, как украшения. Также часто их используют для создания романтической атмосферы.

### Ароматизация помещений
Ароматизированные свечи и свечи из пчелиного воска (источающие природный аромат) используются и для наполнения помещения запахом.

### На праздниках

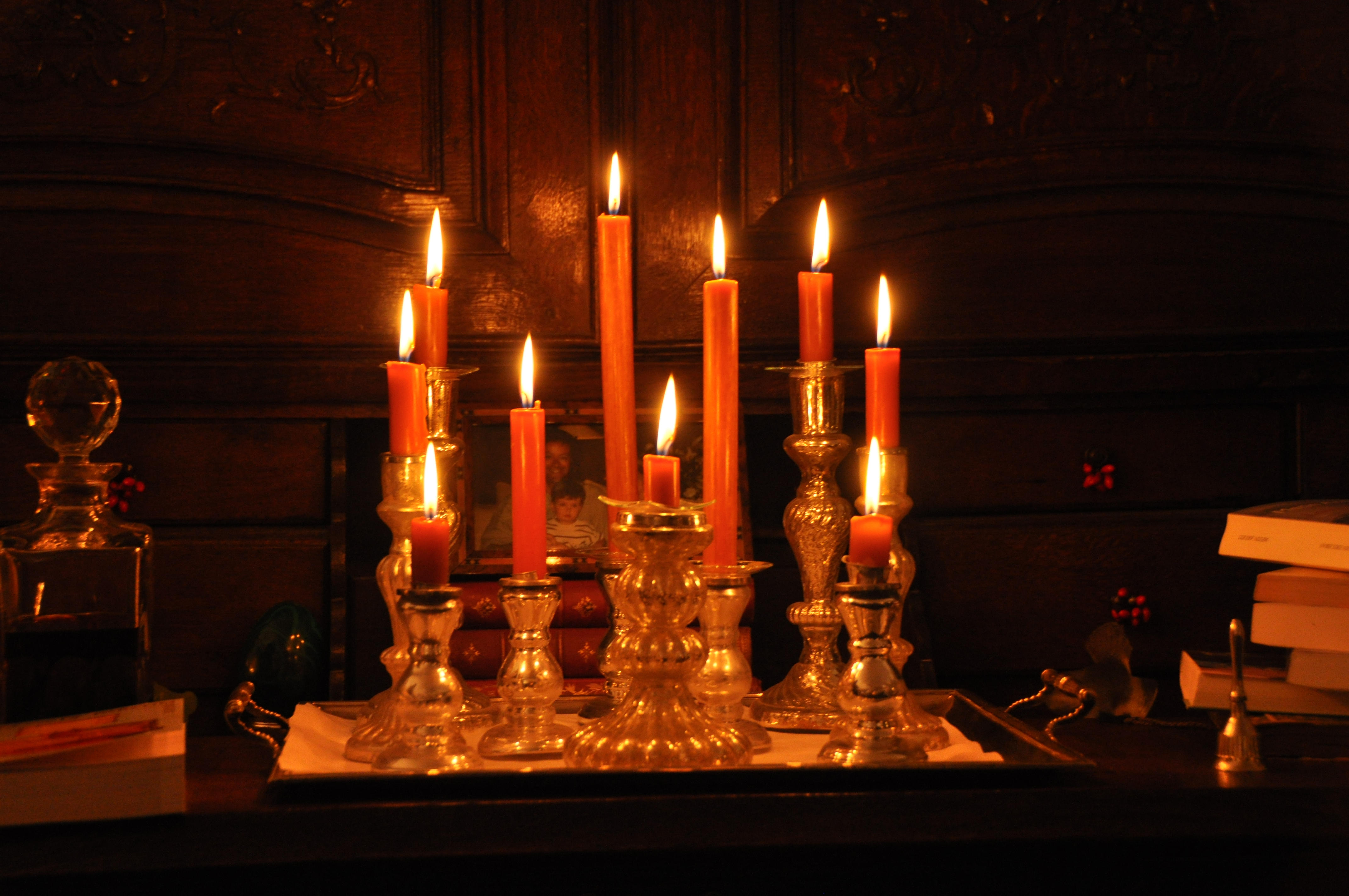
Свечи на Рождество

Свечи часто применяются на праздновании дня святого Валентина, свадьбах и других праздниках. На венчании в православии используются так называемые «венчальные» свечи. Они — белого цвета и вытянутые. Во время церемонии венчания их держат в руках и жених, и невеста. В случае если оба новобрачных венчаются не в первый раз, венчальные свечи не даются. Существуют суеверия: у кого свеча будет дольше гореть, тот будет дольше жить; погасшая венчальная свеча предвещает всевозможные несчастья.

### Измерение времени
До появления более совершенных приборов для измерения времени (таких как механические и электронные часы) свечи нередко использовались в этом качестве, заменяя солнечные и песочные часы.
Цилиндрическая свеча горит равномерно, что позволяет отмерять время с помощью часовых засечек на свече. Также с XVIII века известно усовершенствование свечных часов (т. н. огненные часы), к свече с обеих сторон приделывали грузики, а саму свечу ставили над каким-либо металлическим предметом. Когда свеча догорала до места крепления грузов, те падали и издавали громкий звук, аналогичный бою часов. Такие свечи использовались шахтёрами вплоть до XX века.

### В религии
Свечи используются в религиозных церемониях буддистов, иудеев и христиан. Их использование восходит к древней форме языческого мировоззрения, выражавшегося в уважительном отношении к огню, солнцу.

#### Христианство

Пламя свечи

В христианстве свечи используются для выражения поклонения Богу как символы Божественного света и жертвенной любви. Они появились в христианстве во времена императора Константина, когда установился союз Церкви и государства, Божьих заповедей и языческих преданий, «по традиции, заимствованной у язычников, иконы украшали цветами и возжигали перед ними светильники, по-гречески — лампады».
Свечи, которые верующие приобретают в храме, чтобы поставить в подсвечники возле икон, имеют несколько духовных значений: поскольку свеча покупается, она есть знак добровольной жертвы человека Богу и храму Его, выражение готовности человека к послушанию Богу (мягкость воска), его стремление к обожению, превращению в новую тварь (горение свечи). Свеча есть также свидетельство веры, причастности человека к Божественному свету. Свеча выражает теплоту и пламень любви человека к Господу, Матери Божией, ангелу или святому, у ликов которых верующий ставит свою свечу.
Наиболее известный заимствованный христианами обряд — возжигание свечи перед иконой святого. Обряд состоит в том, что верующий возжигает свечу в церкви рядом с иконой одного из святых и укрепляет её в специальном множественном подсвечнике. Такое возжигание есть символ особой веры и любви к данному святому. Чаще всего свечу ставят, молясь за кого-либо из живущих людей или за упокой души кого-либо из умерших близких. На Пасху (вплоть до дня Святой Троицы) принято использовать праздничные пасхальные свечи красного цвета.
Вопреки распространённому мнению, в христианских обрядах используются не только свечи из воска, но и из других материалов. Самое главное, чтобы они были предварительно освящены. Православные священнослужители предупреждают о недопустимости использования верующими освящённых свечей в оккультных целях.

#### Иудаизм
В иудаизме свечи зажигают в память об умерших. Свеча составляет традиционный иудейский похоронный обряд (йорцайт). Среднее время горения свечи составляет до 26 часов. Поминальную свечу зажигают накануне Йом-кипура или Дня Катастрофы, на закате.

## В искусстве

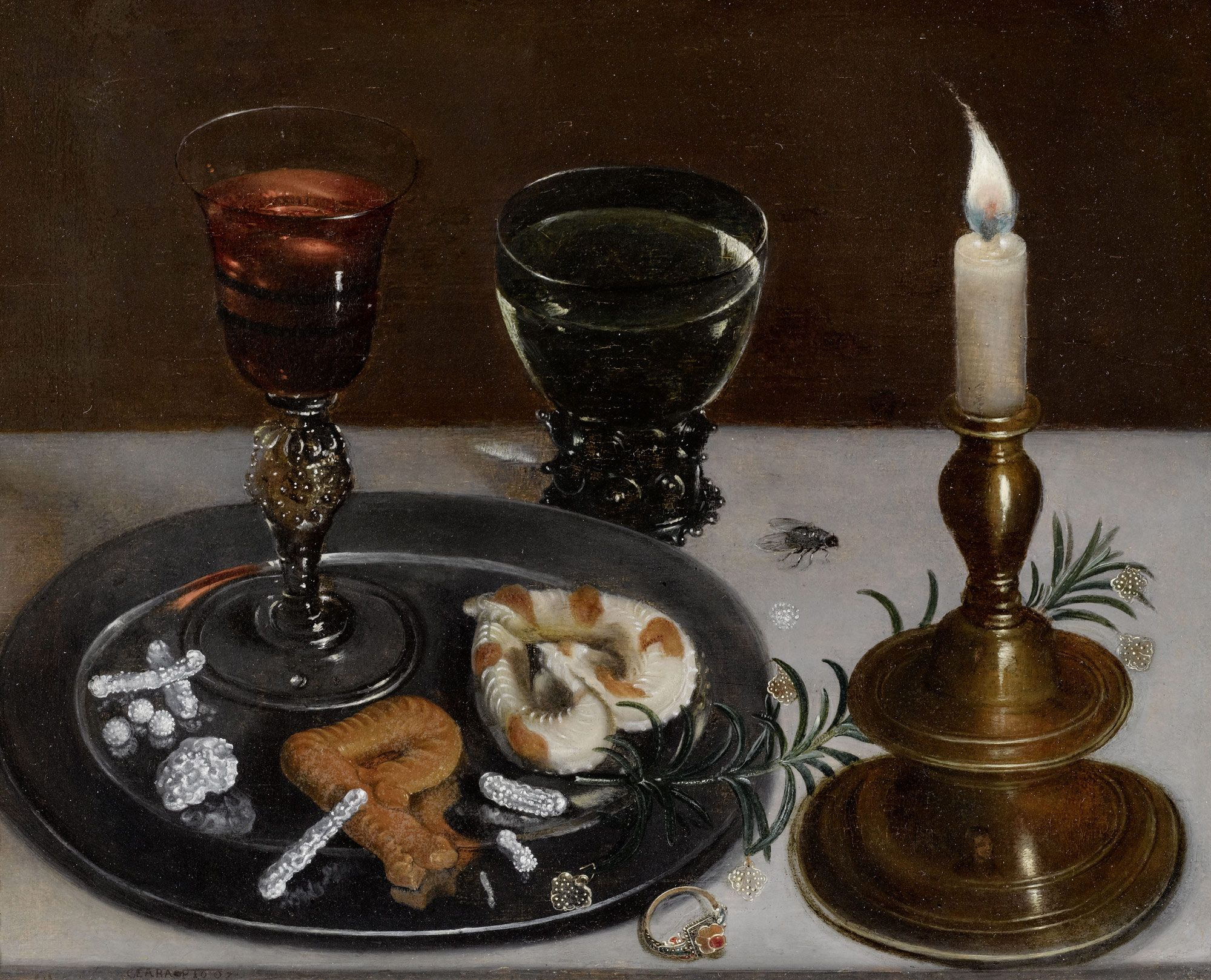
Свеча как символ мимолётности человеческого существования часто встречается на натюрмортах начала XVII века

### Изобразительное искусство
Тему свечей, игры света и тени использовали в своём творчестве многие знаменитые художники: Карл Брюллов — «Гадающая Светлана» (1836), Михаил Врубель — «Ангел с кадилом и свечой» (1887), Михаил Нестеров — «Князь Александр Невский» (1894—1897), Константин Васильев — «Ожидание» (1976), «Человек с филином» (1976), Илья Глазунов — «Девушка со свечой во храме» (1992).

### Музыка
- В 1997 году Книга рекордов Гиннесса признала бестселлером всех времён сингл «Свеча на ветру» Элтона Джона, посвященный памяти принцессы Дианы.
- Группой «Машина времени» в 1978 году написана песня «Пока горит свеча».
- Песня «Зажгите свечи» стала визитной карточкой певицы Натальи Платицыной.
- «Свеча» — название песни и дебютного альбома Стаса Михайлова.
- В репертуаре Аллы Пугачёвой есть несколько песен о свечах. Это — песня «Свечи зажги», впервые прозвучавшая на «Рождественских встречах» в декабре 1993 года, песня «Две свечи», исполненная в дуэте с Борисом Моисеевым в 1999 году, песня 2000 года «Свеча горела на столе…» на стихи Бориса Пастернака.
- «Свечи» — хит, ставший началом творческого пути группы «МГК».

## Свеча как символ
История свеч насчитывает сотни лет. За это время свеча как символ нашла своё место в произведениях искусства, устной и письменной речи. В символике она уподобляется солнцу, является символом света, жизни, духовности. Примером может служить знаменитая сцена со свечой в фильме А. Тарковского «Ностальгия».
Свеча является одним из символов медицины, в котором представляется в виде врача, пренебрегающего собой ради пациентов. Существует латинская поговорка, нередко встречающаяся в геральдических знаках с факелом либо свечой Aliis inserviendo consumor («служа другим, расточаю себя»).